# Gabapentina
La gabapentina es un medicamento originalmente desarrollado para el tratamiento de la epilepsia. Posteriormente se empezó a utilizar para el tratamiento del dolor, especialmente el de origen neuropático. Es bien tolerada por la mayoría de los pacientes y es eliminada por el organismo prácticamente sin metabolizar. La gabapentina fue sintetizada inicialmente para mimetizar la estructura química del neurotransmisor ácido gamma-aminobutírico o GABA y se cree que actúa en los mismos receptores cerebrales. Se desconoce su mecanismo de acción exacto, pero se piensa que su acción terapéutica en el dolor neuropático implica los canales iónicos de calcio tipo N dependientes de voltaje. Se piensa que se une a la subunidad α2δ de los mismos en el sistema nervioso central.

## Usos clínicos
La gabapentina fue originalmente aprobada en los Estados Unidos por la FDA en 1994 como medicación adyuvante para controlar crisis parciales de epilepsia (y resultaba eficaz cuando se añadía a otros medicamentos contra las crisis). En el 2002, se añadió una aprobación para el tratamiento de la neuralgia postherpética (dolor neuropático que sigue al herpes) y de otras neuropatías dolorosas.
Aunque no está aprobado por la FDA, se ha documentado la efectividad de la gabapentina en la prevención de las migrañas frecuentes, el dolor neuropático y el nistagmo.
La gabapentina también se ha utilizado en el tratamiento del trastorno bipolar. No obstante, este uso está siendo cada vez más controvertido. Existen algunas afirmaciones sobre la actuación de la gabapentina como eutimizante, y tiene la ventaja de tener menos efectos colaterales que los medicamentos contra el trastorno bipolar más convencionales, como el litio y el valproato. Algunos estudios pequeños y no controlados en los años 90, la mayoría de ellos patrocinados por el fabricante de gabapentina, sugerían que el tratamiento del trastorno bipolar con este fármaco sería prometedor. De cualquier modo, recientemente, varios estudios controlados doble ciego han encontrado que la gabapentina no fue más efectiva (y en un estudio, menos efectiva) que el placebo. A pesar de la evidencia científica de que la gabapentina no es óptima en el tratamiento del trastorno bipolar, muchos psiquiatras continúan prescribiéndola para este cuadro.
La gabapentina tiene una utilidad limitada en el tratamiento de la ansiedad en afecciones como la fobia social y el trastorno obsesivo-compulsivo, en la depresión resistente a tratamientos y para el insomnio. Sólo la pregabalina tiene indicación autorizada en España para tratar el trastorno de ansiedad generalizada.
La gabapentina podría ser eficaz reduciendo el dolor y la espasticidad en la esclerosis múltiple. También se ha visto que ayuda a los pacientes con dolor crónico postoperatorio (habitualmente provocado por nervios que han sido lesionados accidentalmente en una operación, y cuando se regeneran, se reconectan incorrectamente). En estos pacientes aparece una sensación de hormigueo cerca o alrededor del área donde se llevó a cabo la operación, dolores agudos e intensos, dolores tras mucho movimiento, un dolor moderado constante que dura todo el día y una sensación general de debilidad. Estos síntomas pueden aparecer muchos meses después de una operación y por tanto la patología puede avanzar sin ser descubierta.
La gabapentina se prescribe también a mujeres menopáusicas que son tratadas con compuestos anti-estrogénicos para reducir la incidencia y la intensidad de los sofocos que siguen al tratamiento.
La gabapentina administrada oralmente es una de las dos medicaciones (la otra es el flumazenilo, que se administra por vía intravenosa) que forman parte del programa terapéutico conocido como Prometa para tratar las adicciones al alcohol, cocaína y metanfetamina. La gabapentina se administra en dosis de 1200 mg tomadas antes de dormir durante 40-60 días. Aunque la combinación de infusiones de flumazenilo y pastillas de gabapentina es un tratamiento autorizado, no hay prohibición para que un facultativo prescriba gabapentina fuera del programa Prometa. Se han publicado casos de adictos a la metanfetamina que sólo con gabapentina administrada en las dosis y tiempos arriba indicados han reducido los síntomas de abstinencia y casi eliminado la ansiedad y el deseo de usar metanfetamina (a fecha de julio de 2007).
Se ha prescrito ocasionalmente la gabapentina para el tratamiento de acúfenos idiopáticos subjetivos, pero un ensayo clínico aleatorio controlado doble ciego lo encontró ineficaz.

## Farmacocinética
Se absorbe por vía oral y apenas se metaboliza en los seres humanos, eliminándose principalmente por la orina. Su vida media es de 5 a 7 horas.

## Nombres comerciales
- Bapex (cápsulas 300 mg)
- Elifer
- Fanatrex
- Gabapin
- Gabrion,[12]
- Gabarone
- Gralise
- Neurostil
- Neurontin
- Neuropentin
- Nupentin
- Nopatic
- Penral

## Efectos secundarios
Los efectos secundarios más comunes de la gabapentina incluyen vértigos, somnolencia y edema periférico (hinchazón de extremidades); estos efectos aparecen principalmente en personas ancianas que toman dosis elevadas. También se observó que los niños de 3 a 12 años eran susceptibles de cambios leves a moderados del estado de ánimo, irritabilidad, problemas de concentración e hiperactividad. Se observó un incremento de la formación de adenocarcinomas en ratas durante los ensayos preclínicos, aunque la significación clínica de estos resultados permanece indeterminada. Aunque raramente, se han dado algunos casos de hepatotoxicidad publicados en la literatura. La gabapentina debe administrarse con precaución en pacientes con deterioro de la función renal, debido a su posible acumulación y toxicidad. La gabapentina tiene una calificación de riesgo elevado (naranja) en iGuard.
Alrededor de una de cada 500 personas que tomaron antiepilépticos como la gabapentina para tratar diversas afecciones durante estudios clínicos experimentaron tendencias suicidas durante el tratamiento.

## Uso veterinario
Gabapentina es a veces usado para algunos tratamientos veterinarios, pero las formulaciones (especialmente formas líquidas) para uso humano pueden tener el edulcorante xilitol: tóxico para perros —por lo que su uso veterinario requiere precauciones—.